# アンソニー・ゲインズ・ジュニア
アンソニー・ゲインズ・ジュニア (Anthony Gaines Jr.、1993年12月5日 - ) は、アメリカ合衆国のプロバスケットボール選手。ルイジアナ州シュリーブポート出身。ポジションはシューティングガード。日本のB2リーグの鹿児島レブナイズに所属。ダンクが特徴のプレイが多い。 
足のサイズは31.5cm。